# Lista accidentelor fatale de la Campionatul Mondial de Raliuri
Lista accidentelor fatale de la Campionatul Mondial de Raliuri constă în decesele piloților și/sau ale copiloților în cadrul curselor Campionatul Mondial de Raliuri. Lista de asemenea include și accidentele fatale de la IMC, Campionatul Internațional al Constructorilor, competiția predecesoare Campionatului Mondial de Raliuri, care s-a ținut între 1970-1972.

## Piloți și co-piloți
| Nume                  | Rol      | Data accidentului | Event                   | Bolid                  | În timpul |
| --------------------- | -------- | ----------------- | ----------------------- | ---------------------- | --------- |
| Seppo Jämsä           | Co-pilot | 2 august 1974     | 1974 1000 Lakes Rally   | Morris Mini 850        | Raliu     |
| Don Daly              | Co-pilot | 27 November 1976  | 1976 RAC Rally          | Saab 99 EMS            | Raliu     |
| Tomas Fuchs           | Pilot    | 14 august 1982    | 1982 Rallye do Brasil   | Fiat 147               | Raliu     |
| Reijo Nygren          | Co-pilot | 26 august 1983    | 1983 1000 Lakes Rally   | Ford Escort RS         | Raliu     |
| Attilio Bettega       | Pilot    | 2 May 1985        | 1985 Tour de Corse      | Lancia Rally 037       | Raliu     |
| Henri Toivonen        | Pilot    | 2 May 1986        | 1986 Tour de Corse      | Lancia Delta S4        | Raliu     |
| Sergio Cresto         | Co-pilot | 2 May 1986        | 1986 Tour de Corse      | Lancia Delta S4        | Raliu     |
| Jean-Michel Argenti   | Co-pilot | 7 May 1987        | 1987 Tour de Corse      | Peugeot 205 GTI        | Raliu     |
| Jean-Marc Dubois      | Pilot    | 11 October 1988   | 1988 Rallye Sanremo     | Citroën AX Sport       | Raliu     |
| Robert Moynier        | Co-pilot | 11 October 1988   | 1988 Rallye Sanremo     | Citroën AX Sport       | Raliu     |
| George Mignot         | Pilot    | 2 January 1989    | 1989 Swedish Rally      | Volkswagen Golf        | Testare   |
| Bernard de Lathuy     | Co-pilot | 2 January 1989    | 1989 Swedish Rally      | Volkswagen Golf        | Testare   |
| Lars-Erik Torph       | Pilot    | 23 January 1989   | 1989 Monte Carlo Rally  | Lancia Delta Integrale | Raliu     |
| Bertil-Rune Rehnfeldt | Co-pilot | 23 January 1989   | 1989 Monte Carlo Rally  | Lancia Delta Integrale | Raliu     |
| Augusto Mendes        | Pilot    | 1 March 1989      | 1989 Rallye de Portugal | Opel Kadett GSI        | Raliu     |
| Francis Malaussene    | Co-pilot | 22 January 1990   | 1990 Monte Carlo Rally  | Renault 5 GT Turbo     | Raliu     |
| Rodger Freeth         | Co-pilot | 18 September 1993 | 1993 Rally Australia    | Subaru Legacy RS       | Raliu     |
| Michael Park          | Co-pilot | 18 September 2005 | 2005 Wales Rally GB     | Peugeot 307 WRC        | Raliu     |
| Jörg Bastuck          | Co-pilot | 24 March 2006     | 2006 Rally Catalunya    | Citroën C2 S1600       | Raliu     |

### IMC
| Nume                | Rol      | Data accidentului | Event                          | Bolid           | În timpul |
| ------------------- | -------- | ----------------- | ------------------------------ | --------------- | --------- |
| Eiichi Morinishi    | Pilot    | February 1970     | 1970 East African Safari Rally | Datsun 1600 SSS | Testare   |
| David Ndahura       | Pilot    | 28 March 1970     | 1970 East African Safari Rally | Peugeot 404     | Raliu     |
| Cyrus Kamundia      | Pilot    | March 1971        | 1971 East African Safari Rally | Datsun          | Testare   |
| Christian Serradori | Pilot    | 25 June 1971      | 1971 Coupe des Alpes           | Lancia Fulvia   | Raliu     |
| Yves Serradori      | Co-pilot | 25 June 1971      | 1971 Coupe des Alpes           | Lancia Fulvia   | Raliu     |